# Andover, Kansas
Andover là một thành phố thuộc quận Butler, tiểu bang Kansas, Hoa Kỳ. Năm 2010, dân số của xã này là 11791 người.

## Dân số
Dân số các năm:
- Năm 2000: 6698 người
- Năm 2010: 11791 người